# Nancras
Nancras ist eine westfranzösische Gemeinde mit 795 Einwohnern (Stand 1. Januar 2022) im Département Charente-Maritime in der Region Nouvelle-Aquitaine. Die Bewohner werden Nancrassiens und Nancrassiennes genannt.

## Lage
Nancras liegt in einer Höhe von etwa 30 Metern ü. d. M. in der historischen Kulturlandschaft der Saintonge etwa 20 Kilometer (Fahrtstrecke) westlich von Saintes bzw. 28 Kilometer südöstlich von Rochefort.

## Bevölkerungsentwicklung
| Jahr      | 1962 | 1968 | 1975 | 1982 | 1990 | 1999 | 2006 | 2016 |
| Einwohner | 261  | 303  | 302  | 325  | 353  | 418  | 548  | 789  |

Im 19. Jahrhundert hatte der Ort stets zwischen 300 und 550 Einwohner. Die Reblauskrise und die Mechanisierung der Landwirtschaft führten zu einem Bevölkerungsrückgang, der in den letzten Jahrzehnten wegen der Nähe zu den Großstädten Saintes und Rochefort und den vergleichsweise niedrigen Mieten und Grundstückspreisen in Nancras gestoppt werden konnte.

## Wirtschaft
Über Jahrhunderte spielte die Landwirtschaft zum Zweck der Selbstversorgung der Bevölkerung die größte Rolle im Wirtschaftsleben der Gemeinde. Doch wurde in Gegend schon seit der Römerzeit auch Wein angebaut, der seit der frühen Neuzeit destilliert und nach Nordeuropa (v. a. nach England) exportiert wurde. Nancras gehört zu den Bois ordinaires et communs des Weinbaugebietes Cognac, doch werden die meisten Trauben wegen der Absatzprobleme bei Cognac-Weinbränden zu Wein und Pineau des Charentes verarbeitet.

## Geschichte
Die Tatsache, dass der Ort eine romanische Kirche besitzt, lässt auf eine lange Besiedlungszeit schließen, die wahrscheinlich bis in die gallorömische Zeit zurückreicht.

## Sehenswürdigkeiten

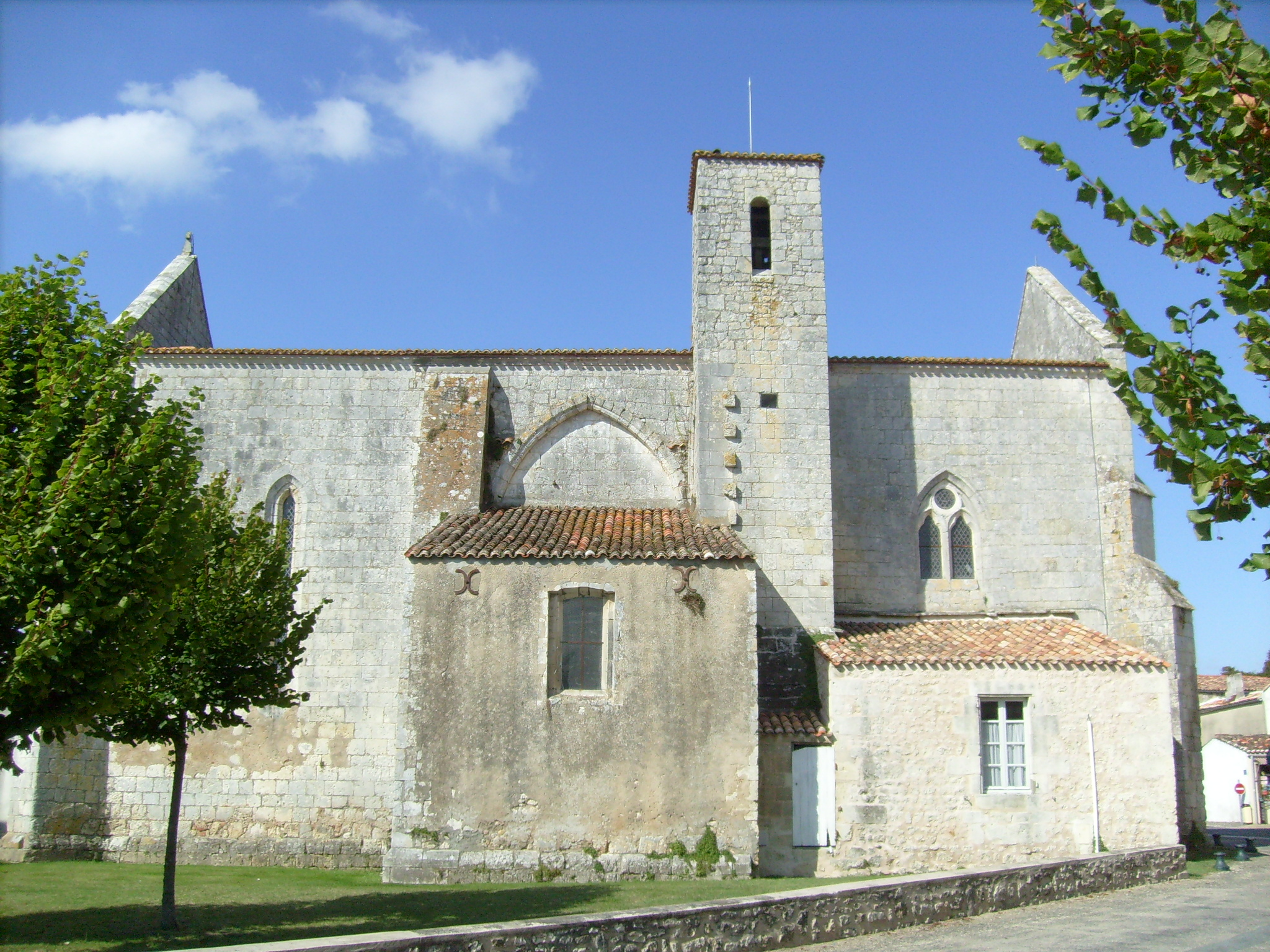
Kirche Nativité de la Sainte Vierge. West- und Ostseite der Kirche zeigen die in der Saintonge üblichen Scheingiebel.

- Die romanische Pfarrkirche (Nativité de la Sainte Vierge, manchmal nur als Notre-Dame bezeichnet) stammt weitgehend aus dem 13. und 14. Jahrhundert – also der Zeit des Übergangs von der Romanik zur Gotik. Sie hatte ehemals ein Querhaus und wahrscheinlich auch einen Vierungsturm – beide Bauteile sind entweder eingestürzt oder wurden im Hundertjährigen Krieg (1337–1453) zerstört. Der kleine Turm auf der Südseite der Kirche war möglicherweise ehemals der Treppenturm des verloren gegangenen Vierungsturms – er zeigt noch Spuren des ehemaligen Querhauses und wurde im 17. Jahrhundert mit Bruchsteinmaterial erhöht. Auch die – für die Saintonge unübliche – schmucklose Westfassade lässt darauf schließen, dass die Kirche einst um ein Joch länger war und nur notdürftig ausgebessert und mit mächtigen Strebepfeilern stabilisiert wurde. Im Innern ist der einschiffige Bau mit einer Holzdecke versehen. Der Kirchenbau ist seit dem Jahre 1925 als Monument historique[1] eingeschrieben.
- Aus dem beginnenden 20. Jahrhundert stammen die inzwischen restaurierte Quellfassung und der Waschplatz (lavoir) unweit der Kirche.

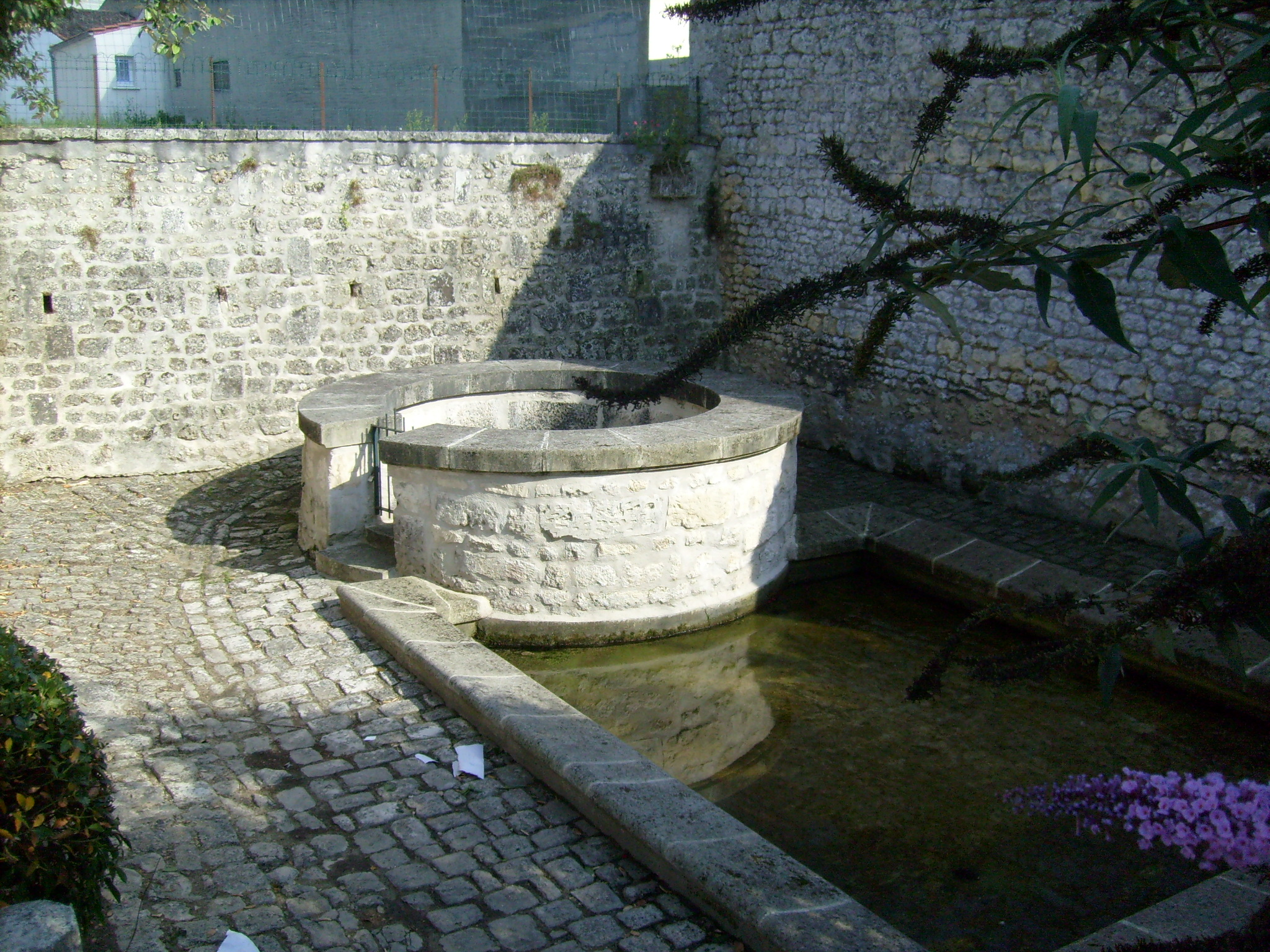
Waschplatz